# Vadstena landsfiskalsdistrikt
Vadstena landsfiskalsdistrikt var 1918–1964 ett landsfiskalsdistrikt i Östergötlands län, bildat när Sveriges indelning i landsfiskalsdistrikt trädde i kraft den 1 januari 1918, enligt beslut den 7 september 1917. Den 1 januari 1965 avskaffades i Sverige samtliga landsfiskaler och landsfiskalsdistrikt, och deras arbetsuppgifter delades upp på de nyskapade indelningarna polisdistrikt, åklagardistrikt och kronofogdedistrikt.
Landsfiskalsdistriktet låg under länsstyrelsen i Östergötlands län.

## Ingående områden
När Sveriges nya indelning i landsfiskalsdistrikt trädde i kraft den 1 oktober 1941 (enligt kungörelsen den 28 juni 1941) lämnades Vadstena landsfiskalsdistrikt oförändrat men regeringen anförde i kungörelsen att den ville i framtiden besluta om Vadstena stads förenande med landsfiskalsdistriktet. Den 1 april 1944 (enligt beslut den 24 mars 1944) förenades staden i polis- och åklagarhänseende men inte i utsökningshänseende, vilket staden fortsatte att sköta själv. 1 januari 1948 förenades Vadstena stad med distriktet även i utsökningshänseende, och tillhörde då i alla avseenden landsfiskalsdistriktet. När Sveriges nya indelning i landsfiskalsdistrikt trädde i kraft den 1 januari 1952 (enligt kungörelsen 1 juni 1951) ändrades distriktets omfattning.

### Från 1918
Aska härad:
- Asks landskommun
- Fivelstads landskommun
- Hagebyhöga landskommun
- Orlunda landskommun
- Styra landskommun
- Varvs landskommun
- Västra Stenby landskommun

Dals härad:
- Herrestads landskommun
- Källstads landskommun
- Nässja landskommun
- Rogslösa landskommun
- Sankt Pers landskommun
- Strå landskommun
- Väversunda landskommun
- Örberga landskommun

#### Tillkomna senare
- Vadstena stad: Införlivad 1 april 1944 (förutom i utsökningshänseende, som staden skötte själv till och med 1947).[4]

### Från 1 januari 1952
- Aska landskommun
- Skänninge stad (endast i polis- och åklagarhänseende; staden skötte själv utsökningsväsendet.)[6][7]
- Vadstena stad
- Östgöta-Dals landskommun